# Hartkalksteinwerk Stricker-Weiken

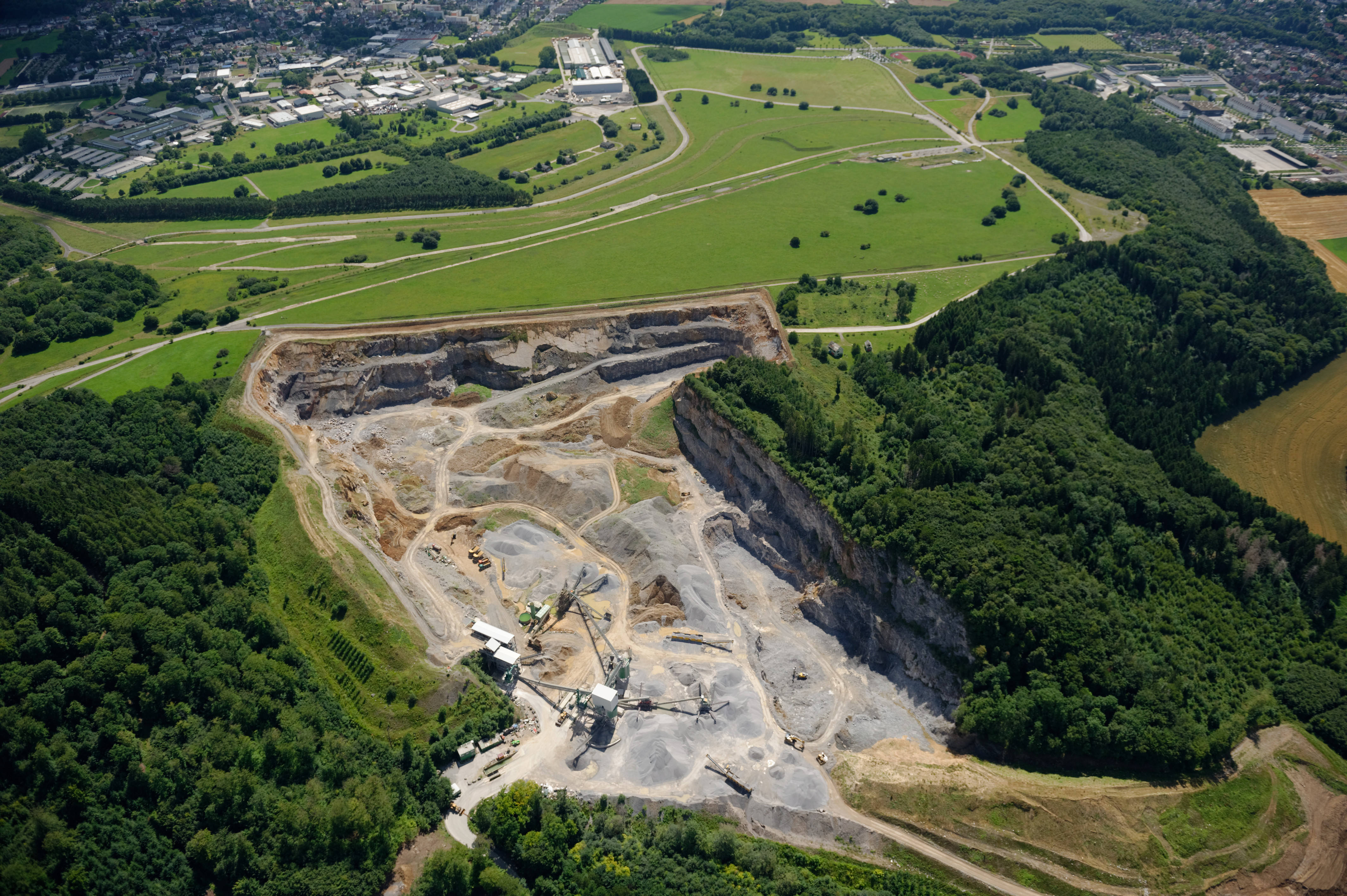
Blick von Norden

Das Hartkalksteinwerk Stricker-Weiken befindet sich nahe Becke-Oese, einem Ortsteil von Hemer. Es wird devonischer Massenkalk zur Schottergewinnung abgebaut. Es grenzt an die 1903 aufgegebene Grube Oese.
Vor dem Zweiten Weltkrieg wurde eine Seilbahn gebaut. In der Talstation mit Gleisanschluss lud man die Steine auf Eisenbahnwaggons und brachte sie zur Weiterverarbeitung. Mitte der 1960er Jahre wurde die Seilbahn abgerissen und die Steine mit dem LKW abtransportiert. Der Abbau endete Großteils Mitte der 1970er Jahre. Der Steinbruch wurde aber nicht offiziell geschlossen. Um Abbaurechte zu sichern wurden jedes Jahr kleine Menge an Steinen gebrochen und abtransportiert. Vor 2005 wurde der Bruch wieder in Betrieb genommen, nachdem eine Bürger-Initiative dies zeitweise blockiert hatte. Anfangs zerkleinerte der Betrieb die gewonnenen Steine in einer fahrbaren Brecheranlage.   2010 arbeitete man mit stationärem Vorbrecher und Nachbrecher sowie einer modernen Aufbereitungsanlage. Im Zuge der Landesgartenschau Hemer 2010 baute Stricker-Weiken oberhalb des Steinbruches eine Aussichts-Plattform. Die Plattform liegt am Rundweg durch das ehemalige Panzerübungsgelände. Dort stehen Informationstafeln zum Rohstoff Kalk von der Entstehung bis zur Verarbeitung. Es kommen die Mineralien Calcit, Eisenkiesel und Quarz vor.
2014 lief ein Genehmigungsverfahren, um den Steinbruch von 20 auf 34 Hektar Fläche zu erweitern.

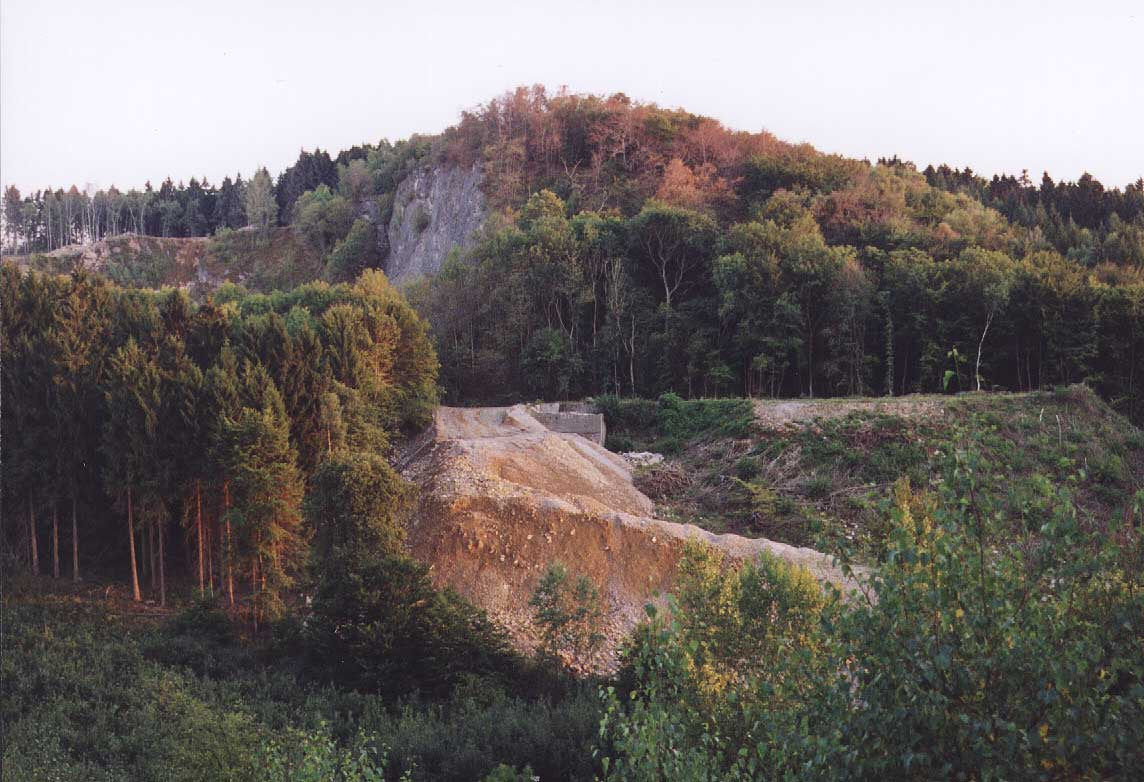
Blick von Westen auf Bruch 2005
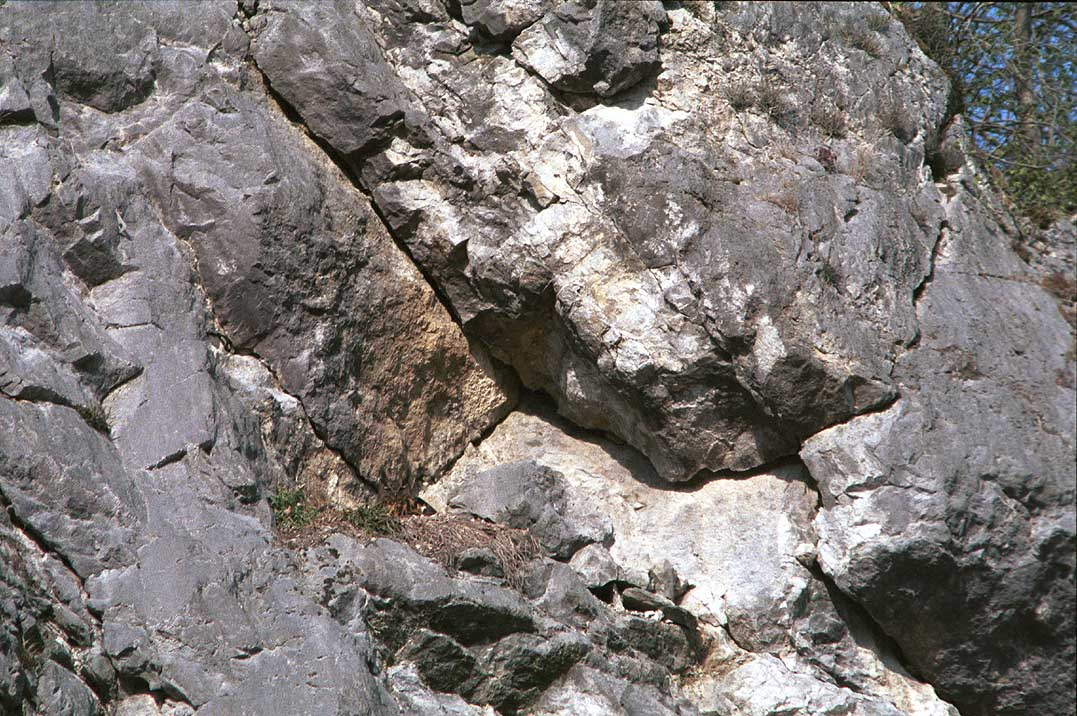
Brütendes Uhuweibchen im Bruch 2005
- 3D-Geländemodell des Steinbruchs